# Casa della morte di Martin Lutero
La Casa della morte di Martin Lutero (in tedesco Martin Luthers Sterbehaus) è un edificio storico di Lutherstadt Eisleben, in Germania, a lungo considerato il luogo in cui morì Martin Lutero il 18 febbraio 1546. Da allora è diventato un museo e, dal 1996, un sito del patrimonio dell'umanità dell'UNESCO. La città di Lutherstadt Eisleben, situata nella Sassonia-Anhalt, è anche il luogo in cui nacque e venne battezzato Martin Lutero; la sua casa natale è anch'essa un sito del patrimonio mondiale dell'UNESCO e un museo.

## Storia
Lutero, il 23 gennaio 1546, si recò da Halle a Eisleben in missione per risolvere una controversia sull'eredità nella famiglia Mansfeld. Questa mediazione si protrasse e nel frattempo egli avvertì frequenti crampi al petto. Il 17 febbraio 1546 la controversia sull'eredità era stata finalmente risolta e a cena, quella sera, Lutero commentò che finalmente si sarebbe sdraiato per dormire nella sua bara e avrebbe permesso ai vermi di avere un buon pasto. Il dolore al petto continuò a peggiorare e venne curato con diversi farmaci ma senza successo. Si dice che nelle sue ultime ore di vita più di venti persone erano con lui, compreso suo figlio Paul Luther. Il teologo Justus Jonas ha documentato gli ultimi momenti di vita di Lutero: egli avrebbe recitato preghiere e supplicato il Signore di accogliere la sua anima, dopo di che avrebbe perso i sensi. Il 18 febbraio 1546 Lutero morì all'età di 62 anni: si presume che la ragione della sua morte sia stata un infarto cardiaco.
La questione di come morì Martin Lutero divenne essenziale per il destino della Riforma protestante. I predicatori cattolico-romani affermavano spesso che il modo in cui una persona muore testimonia la verità della sua vita e che il diavolo usa spesso gli ultimi momenti della vita come sua ultima possibilità per tentare l'individuo. Immediatamente dopo la morte di Lutero, quindi, si diffusero rapidamente degli opuscoli che sostenevano che Lutero si fosse ubriacato a morte o che - sulla base del racconto di un suo servitore, un tale Ambrosio Kudtfeld - si fosse impiccato e che alcuni dettagli sul sull'aspetto del suo corpo lo avrebbero confermato. 
Il luogo della morte di Lutero divenne un luogo di culto per i cristiani di confessione protestante, che si recavano in pellegrinaggio alla casa, fino a quando questo tipo di devozione fu bandito nel 1707.

## Restauro e riapertura
Nel febbraio 2013 l'edificio è stato riaperto, dopo due anni di importanti lavori di restauro e ampliamento del museo per un costo di 5,8 milioni di euro. Una nuova mostra, "Luthers letzter Weg" (l'ultimo sentiero di Lutero), racconta la sua morte e rivela l'atteggiamento di Lutero verso la stessa. Ora, per la prima volta nella storia, è possibile per i visitatori esplorare tutte le stanze dell'edificio. La nuova mostra contiene circa 110 reperti, tra cui mobili storici, documenti e firme, nonché il panno originale che copriva la bara di Lutero.
Ma nel 2013 è apparso chiaro che nel 1726 il cronista Eusibius Francke aveva confuso il sito delle case di Barthel Drachstedt e di suo padre, il dottor Philipp Drachstedt. La conseguenza di questo errore fu che nel 1862 il comune di Eisleben rilevò la “falsa” casa. Nel 1892 la casa fu quasi completamente ricostruita per riflettere quello che si credeva fosse il suo aspetto al momento della morte di Lutero, fino ad arrivare alla ricostruzione della presunta stanza della sua morte.
Si sa, infatti, che Lutero morì in una casa di Am Markt 56, attualmente occupata dall'"Hotel Graf Mansfeld".
Questo errore è stato piuttosto grave poiché una notevole somma di denaro è stata investita nella costruzione del Museo Luther 'Sterbe Haus' in quello che ora è noto per essere il sito sbagliato. L'Hotel Graf Mansfeld a sua volta non desidera diventare un museo o un luogo di pellegrinaggio. D'altra parte, i protestanti non lo stanno sollecitando a diventarlo, e non c'è una grande controversia in corso sulla questione.

## Museo
Da novembre a marzo il museo è aperto dal martedì alla domenica (è chiuso il lunedì), dalle 10:00 alle 17:00. Da aprile a ottobre è aperto tutti i giorni della settimana, dalle 10:00 alle 18:00.